# Anthiphula
Anthiphula es un género de coleóptero de la familia Chrysomelidae.

## Especies
Las especies de este género son:
- Anthiphula modesta (Jacoby, 1896)
- Anthiphula semifulva Jacoby, 1892